# Utta Danella
Utta Danella (născută Utta Denneler), (n. 18 iunie 1924, Berlin – d. iulie 2015, München) a fost o scriitoare germană.

## Date biografice
Ute era încă copil când moare tatăl ei. Ea  a fost crescută de un unchi din partea mamei. Încă de pe băncile școlii Utta se interesează pentru teatru și operă. În timpul liber ia lecții de actorie, dans și canto. Deja la 14 ani scrie pe ascuns primul ei roman. După absolvirea bacalaureatului încearcă mai multe ocupații ca lector la universitate sau prezentarea știrilor la radio. Prin anul 1950 se căsătorește cu Hermann Schneider, care era cu 20 de ani mai în vârstă ca ea. Franz Schneekluth a motivat-o să-și publice manuscriptele, el i-a găsit psedonimul de "Utta Danella". Ea devine cunoscută după publicarea celui de al patrulea roman "Stella Termogen sau Die Versuchungen der Jahre".  Utta Danella a scris în afară de romane, narațiuni, cărți de specialitate și literatură pentru tineret.

## Oprere (selectate)
- Alle Sterne vom Himmel (1956)
- Regina auf den Stufen (1957)
- Die Frauen der Talliens (1958)
- Alles Töchter aus guter Familie (1958)
- Stella Termogen (1960)
- Der Maulbeerbaum (1964)
- Der Mond im See (1965)
- Vergiß, wenn du leben willst (1966)
- Unter dem Zauberdach (1967)
- Quartett im September (1967)
- Jovana (1969)
- Niemandsland (1970)
- Tanz auf dem Regenbogen (1971)
- Der Schatten des Adlers (1971)
- Gestern oder Die Stunde nach Mitternacht (1971)
- Der blaue Vogel (1973)
- Die Hochzeit auf dem Lande (1975)
- Der Sommer des glücklichen Narren (1976)
- Der dunkle Strom (1977)
- Flutwelle (1980)
- Sophia Dorothee (1981)
- Eine Heimat hat der Mensch (1981)
- Die Jungfrau im Lavendel (1984)
- Das verpasste Schiff (1986)
- Die Unbesiegte (1986)
- Der schwarze Spiegel (1987)
- Das Hotel im Park (1989)
- Zwei Tage im April (1992)
- Wo hohe Türme sind (1993)
- Wolkentanz (1996)
- Meine Freundin Elaine
- Die andere Eva
- Ein Fisch hat keinen Heiligen Abend
- Morgen ist die Ewigkeit
- Jacobs Frauen
- Eine Liebe die nie vergeht
- Die Reise nach Venedig
- Die Tränen vom vergangenem Jahr
- Das Familiengeheimnis
- Familiengeschichten
- Ein Bild von einem Mann
- Der Kuss des Apollo